# Эйсымонт, Виктор Владиславович
Виктор Владиславович Эйсымо́нт (1904—1964) — советский кинорежиссёр. Заслуженный деятель искусств РСФСР (1957). Лауреат трёх Сталинских премий второй степени (1942, 1947, 1951).

## Биография
Родился 7 (20) декабря 1904 года в Гродно. Его отец работал младшим нештатным контролёром по табачным изделиям на Табачной фабрике Шерешевского. Мать занималась домашним хозяйством. В 1914 году, спасаясь от наступления немцев, всё семейство эвакуировалось на станцию Березайка Новгородской губернии, а затем, в 1915 году, переехало в город Вышний Волочёк. Там Виктор окончил три класса реального училища. В 1919 году, в связи наступлением голода, Эйсымонты уехали в Винницу, где Виктор после окончания пятого класса реального училища продолжил обучение в строительной школе. Не окончив её, с 1923 года работал агентом по продразвёрстке, библиотекарем, начальником сельбуда, руководителем "живой газеты" "Красный галстук".
В июне 1926 года Виктор Эйсымонт приехал в Ленинград, поступил в Ленинградский техникум сценических искусств, окончил его в 1930 году. Учёбу совмещал с работой масленщиком и регулировщиком на заводе "Нефтегаз".
По окончании техникума с 1930 года работал помощником и ассистентом режиссёра на кинофабрике «Союзкино» (позднее — «Ленфильм») на фильмах «Златые горы», «Встречный», «Подруги», «Друзья».
В 1939 году снял свой первый самостоятельный фильм 
«Четвёртый перископ» о кознях анонимного врага во время учений советских подводных лодок.
В мае 1941 году на экраны вышел его фильм «Фронтовые подруги», посвящённый Финской кампании. В самом начале Великой Отечественной войны снял короткометражное продолжение этого фильма под названием «Подруги, на фронт!», а для «Боевого киносборника № 2» — новеллу «Один из многих». Член ВКП(б) с 1945 года.
В 1943 году вместе с Лео Арнштамом начинал работу над фильмом «Зоя», но затем получил самостоятельную постановку — фильм «Жила-была девочка» (1944). В 1943—1948 и с 1953 года — режиссёр-постановщик Киностудии имени М. Горького.

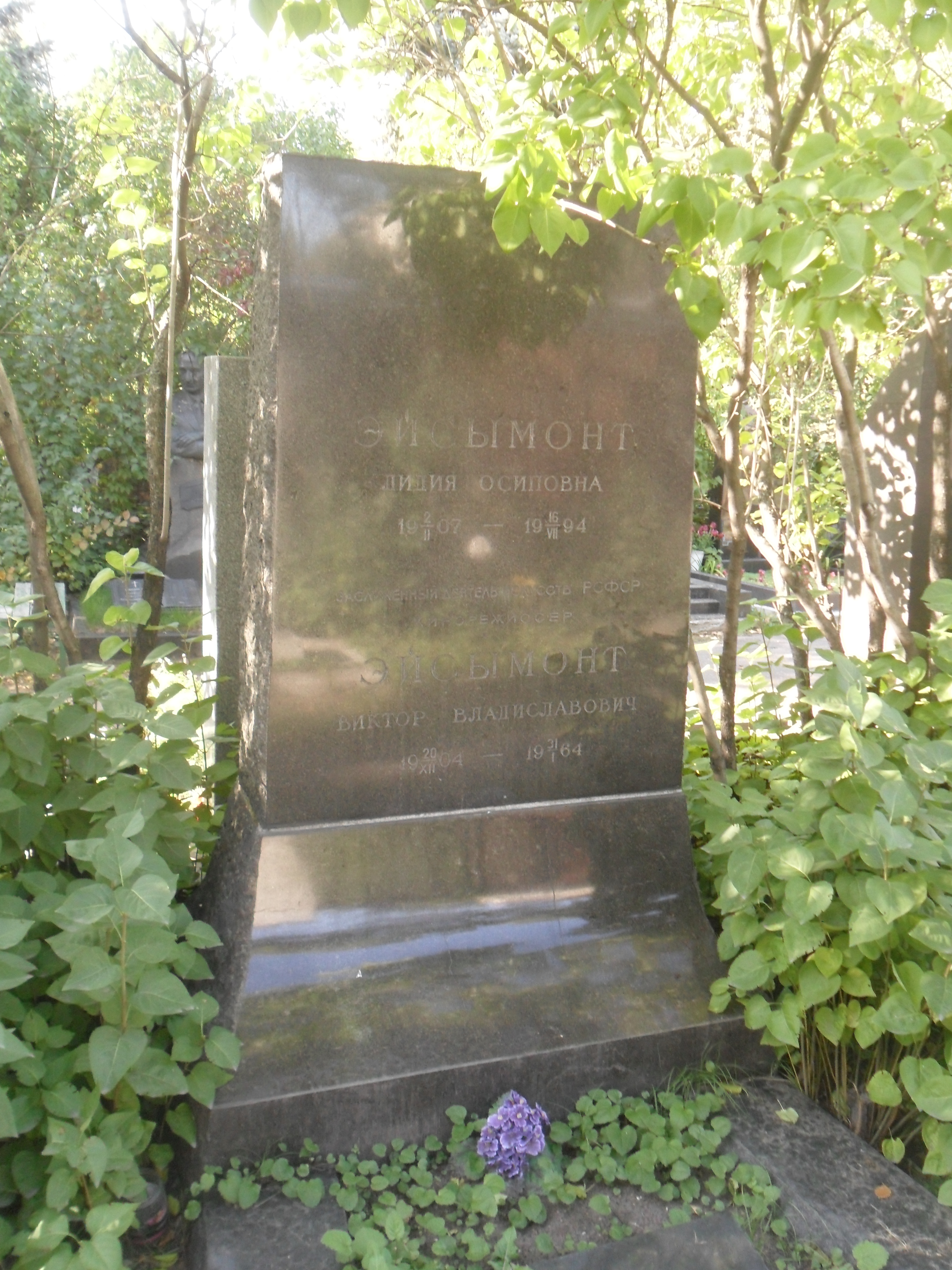
Могила Эйсымонта на Новодевичьем кладбище Москвы.

Умер 31 января 1964 года. Похоронен на Новодевичьем кладбище (участок № 6).

## Признание и награды
- Сталинская премия второй степени (1942) — за фильм «Фронтовые подруги» (1941)[1]
- Сталинская премия второй степени (1947) — за фильм «Крейсер „Варяг“» (1946)
- Сталинская премия второй степени (1951) — за фильм «Александр Попов» (1949)
- заслуженный деятель искусств РСФСР (1957).

## Фильмография
- 1931 — Златые горы — помощник режиссёра
- 1932 — Встречный — помощник режиссёра
- 1935 — Подруги — помощник режиссёра
- 1938 — Друзья — помощник режиссёра
- 1939 — Четвёртый перископ
- 1941 — Фронтовые подруги
- 1941 — Подруги, на фронт!
- 1941 — Боевой киносборник № 2
- 1944 — Жила-была девочка
- 1946 — Крейсер «Варяг»
- 1949 — Александр Попов (совместно с Г. М. Раппапортом)
- 1953 — Огни на реке
- 1954 — Два друга
- 1955 — Судьба барабанщика
- 1956 — В добрый час!
- 1958 — Дружок
- 1960 — Конец старой Берёзовки
- 1962 — Необыкновенный город
- 1964 — Приключения Толи Клюквина